# Ausfallende

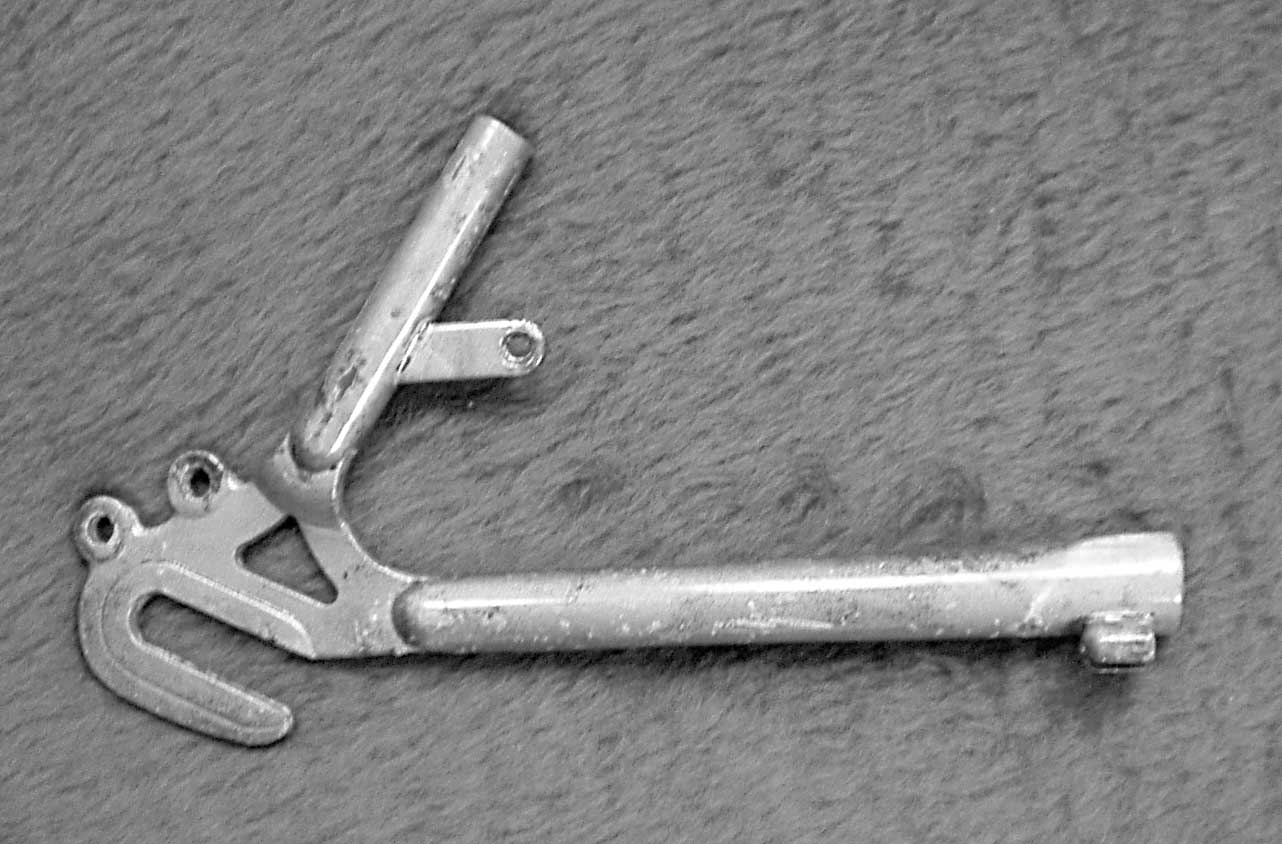
Schräge Bauweise: Ausfallende mit Aufnahmen für Schutzblech und Gepäckträger, ohne Schaltauge (Tourenrad)

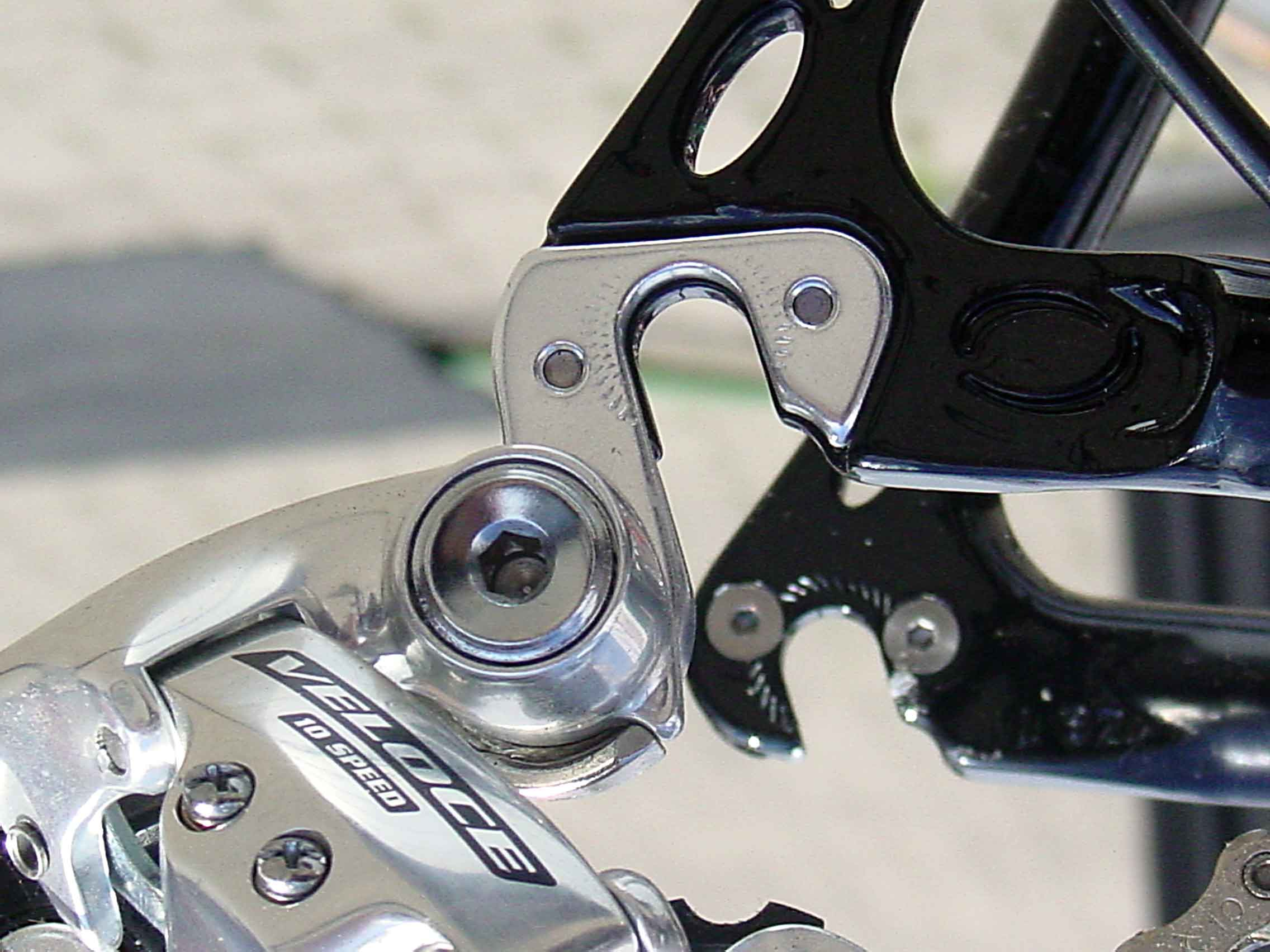
Vertikales Ausfallende am Alu-Rennrad mit wechselbarem Schaltauge

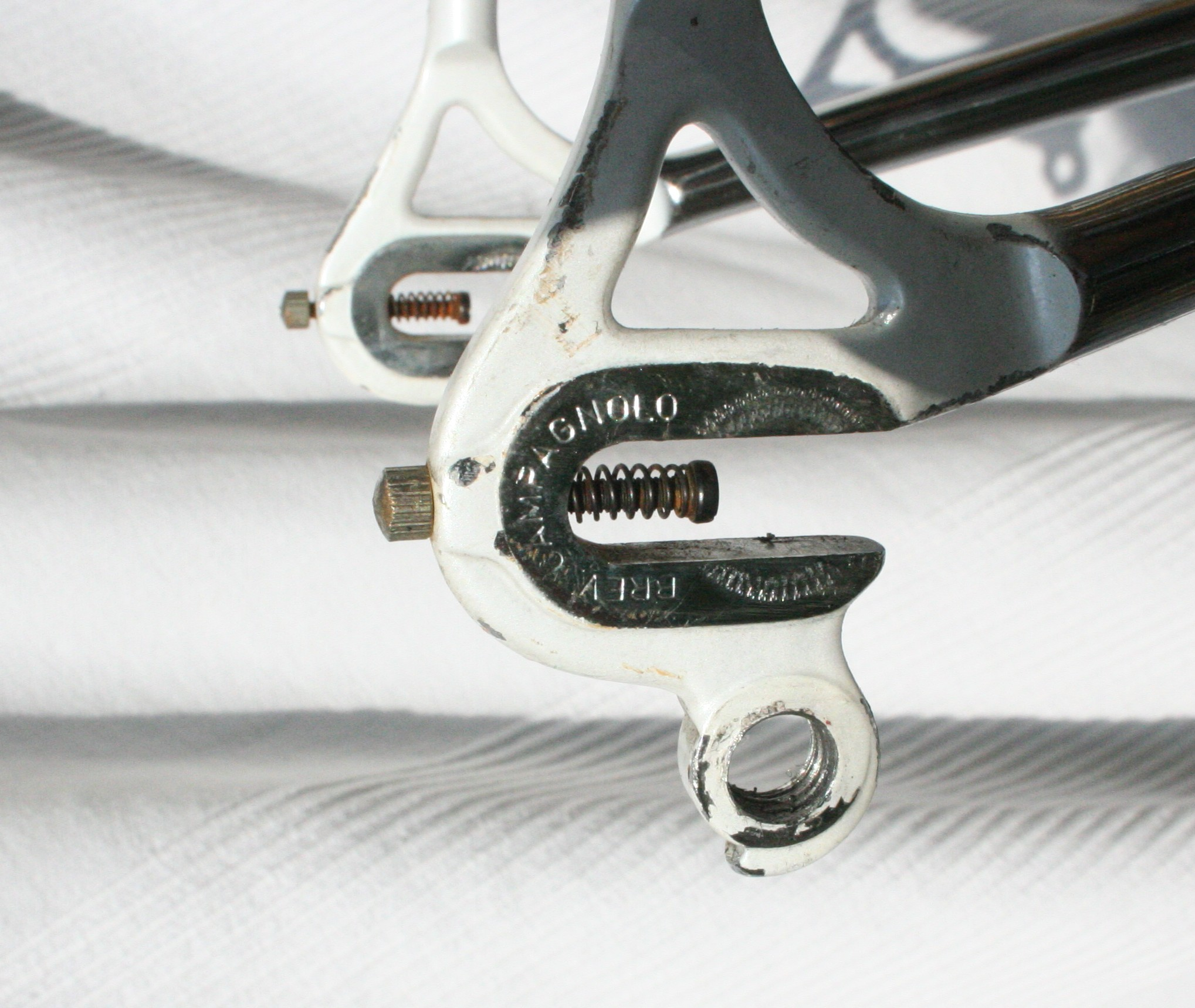
Schräge Ausfallenden an einem italienischen Rennrad

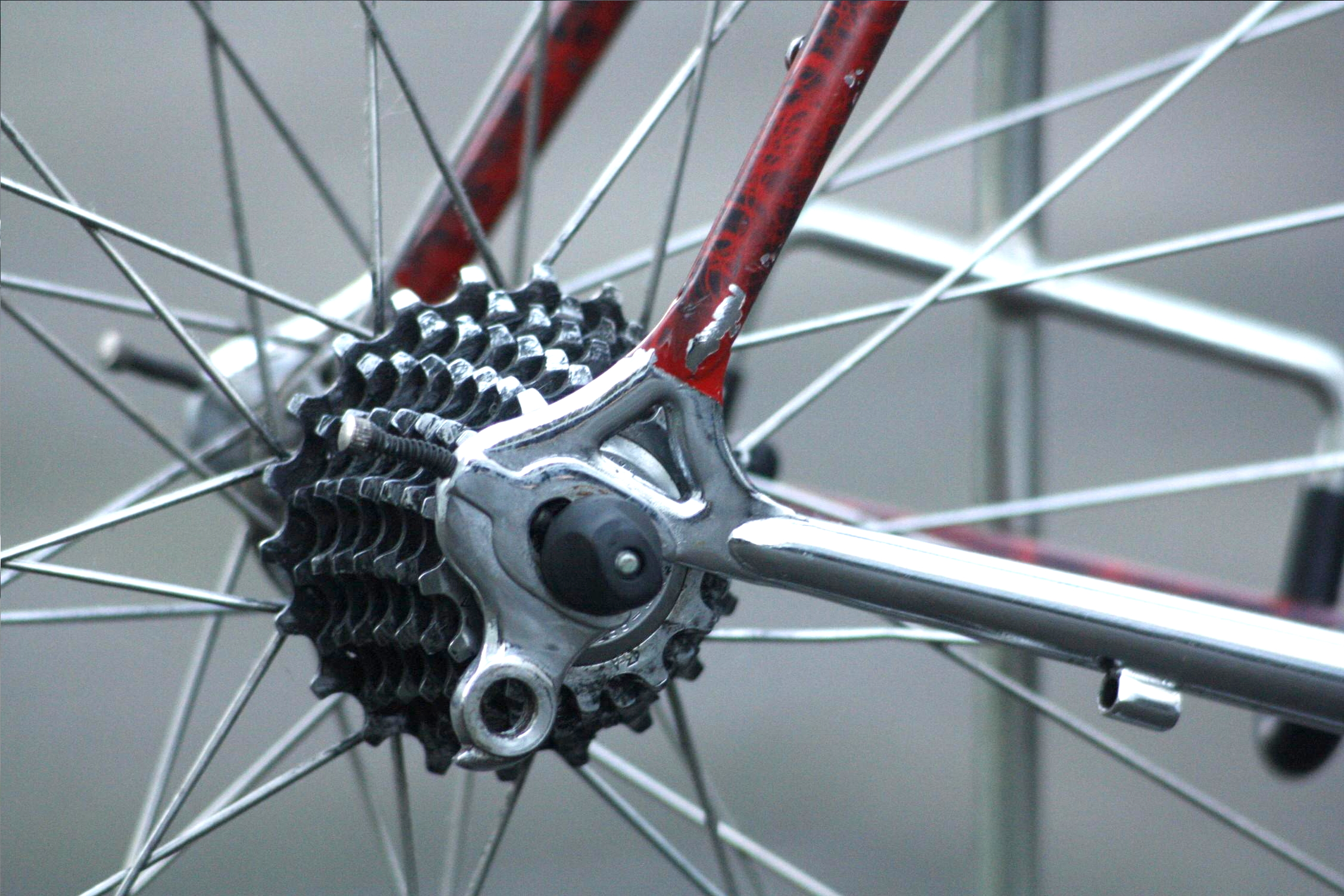
Verchromte Ausfallenden an einem niederländischen Rennrad

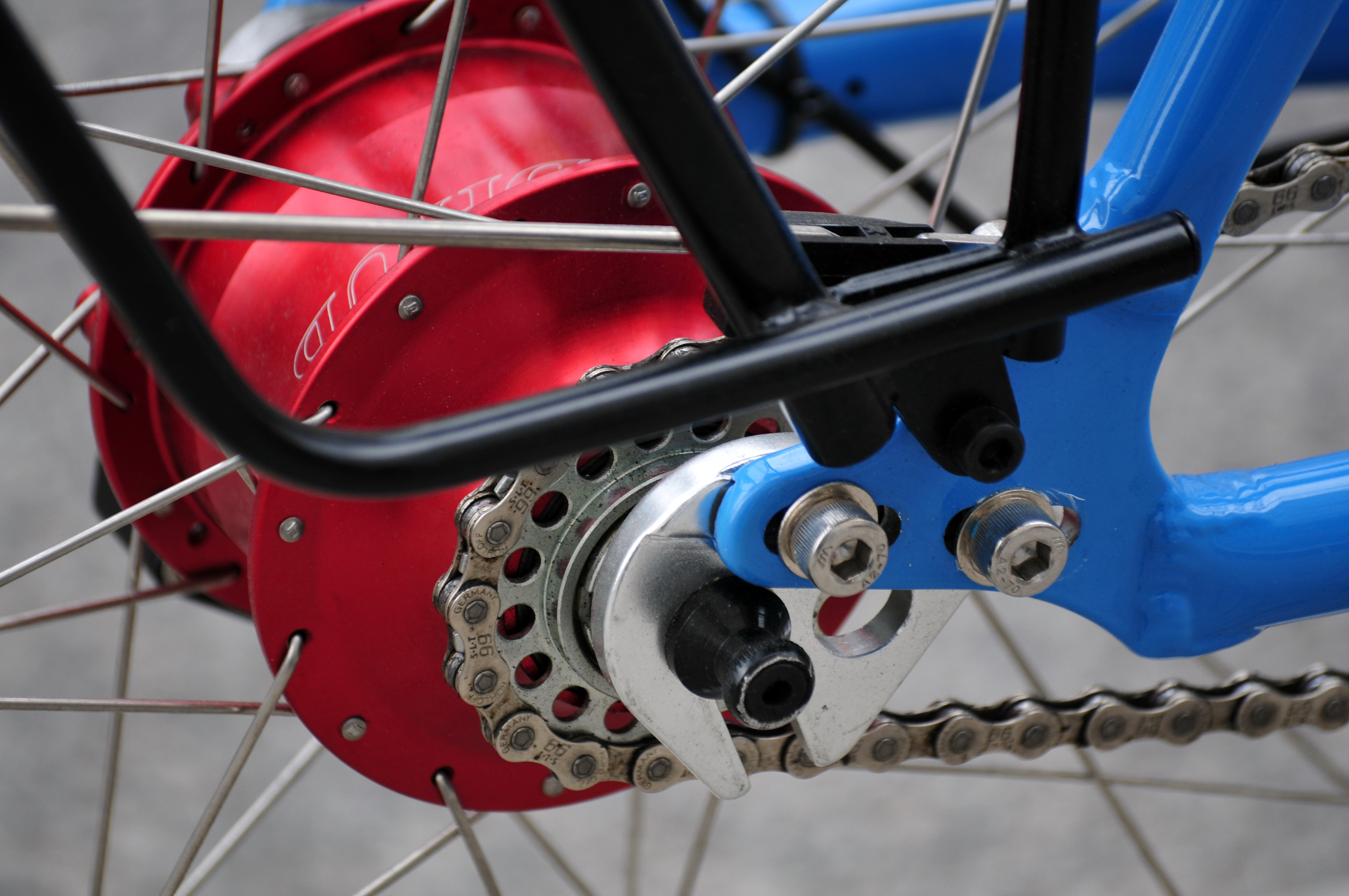
Rohloff-Ausfallende für Nabenschaltungen, Kombination aus horizontaler und vertikaler Bauweise

Als Ausfallende werden beim Fahrrad die am Fahrradrahmen und der Fahrradgabel angebrachten Aufnahmen für die Achse der Fahrradnabe bezeichnet. Gemäß DIN EN 15 532 (2009) wird das Ausfallende für das Hinterrad als Hinterbau-Ausfallende bezeichnet, für das Vorderrad als Gabelausfallende. In der Praxis wird meist nur der Begriff Ausfallende benutzt.

## Bauformen

### Schräge Bauweise
Die nach unten schräge Bauform ist nach vorne offen und erlaubt eine Spannung der Kette ohne Kettenspanner. Diese Ausfallenden sind heute der gebräuchlichste Standard bei Mountainbikes, Renn- und Trekkingrädern sowie diesen Typen ähnelnden Bauformen. Oft ist am rechten Ausfallende ein Schaltauge befestigt, bei einigen Herstellern ist dieses wechselbar. Die Kombination von schrägem Ausfallende und Schaltauge hat den Vorteil, dass entsprechende Fahrräder sowohl mit Ketten- als auch mit Nabenschaltung geliefert werden können. Verlaufen die Ausfallenden tangential zum Bremspunkt auf der Felge, erfordern sie nach dem Verschieben der Achse seltener ein Nachjustieren von Felgenbremsen, da die relative Position zwischen Bremse und Felge konstant bleibt und die Bremse nicht wie bei horizontalen Gabelenden auf und ab wandert. Bei Rennrädern findet sich am Ausfallende oft eine Stellschraube mit Feder, welche ein genaues (mittiges) Einbauen des Hinterrades ermöglicht. Außerdem lässt sich mit den Schrauben der Abstand zwischen oberem Schaltröllchen und Zahnkranzpaket einstellen, weil sich das Rad in Relation zum Schaltwerk verschiebt. Bei heutigen Schaltwerken, die dafür eine zusätzliche Einstellschraube besitzen, ist das nicht mehr nötig, daher finden sich an immer mehr Rennrädern und Mountainbikes sehr kurze schräge oder gar vertikale Ausfallenden. Aufnahmen für Gepäckträger, Schutzbleche können sich ebenfalls am Ausfallende befinden. Die Scheibenbremse wird stets auf der linken Seite montiert.

### Vertikale Bauweise
Vertikale Ausfallenden sind nach unten offen. Da auf der Bahn bei den Sprints sehr hohe Antrittskräfte auftreten, stellte man früher spezielle Bahnrahmen mit nach unten offenen Ausfallenden her, die ein Verrutschen der Achsen verhinderten. Die heute verwendeten hochfesten Spannachsen erlauben Klemmkräfte, die das verhindern. Rahmen, in denen vertikale Ausfallenden verbaut sind, lassen zunächst nur Kettenschaltungen zu, da die Kette nur mittels eines Kettenspanners gespannt werden kann. Durch ein Exzenterinnenlager kann die Kette jedoch auch ohne Kettenspanner gespannt und das Fahrrad mit Nabengangschaltung oder ohne Gangschaltung gefahren werden. Ein Vorteil dieser Bauweise ist die stets genau definierte Position des Rades im Rahmen in Bezug auf die Justierung von Felgenbremsklötzen oder Bremssätteln.

### Horizontale Bauweise

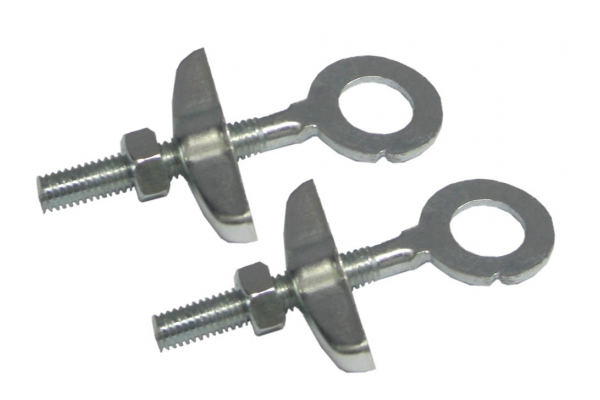
Kettenspanner für Fahrräder mit horizontalen Ausfallenden

Horizontale Ausfallenden sind nach hinten offen. Mit der Erfindung der schrägen Ausfallenden in den 1930er-Jahren wurde diese Bauform an Alltagsrädern größtenteils abgelöst. Bei Bahnrädern sind sie auch heute noch Standard und werden aktuell noch bei Hollandrädern und einigen Spezialanfertigungen verwendet. Jüngst finden sich nach hinten offene Gabelenden wieder häufiger an sog. Eingangrädern. Die Kette kann durch das Nachhintenziehen des Laufrads gespannt werden. Zusätzlich kommen manchmal auch Kettenspanner zum Einsatz.

### Rohloff-Ausfallenden
Das Rohloff-Ausfallende ist ein meist verschiebbares, langes vertikales Ausfallende. Die Nabe wird vertikal geklemmt, d. h. man schiebt das Laufrad von unten in das eigentliche Ausfallende; die größere Länge ist notwendig, um die Drehmomentabstützung aufzunehmen. Um die Kette spannen zu können, befinden sich meist im Hinterbau des Rahmens Langlöcher, das eigentliche (vertikale) Ausfallende lässt sich um einige Millimeter nach hinten bewegen. Somit verbindet man die Vorteile von vertikalem und horizontalem Ausfallende: Die Position des Hinterrads wird nur einmal eingestellt und verstellt sich durch einen Radausbau nicht (was bei horizontalen Ausfallenden zwangsläufig der Fall ist). Ist das Rohloff-Ausfallende nicht verschiebbar ausgeführt, so muss die Kette anderweitig gespannt werden, z. B. durch ein Exzenter-Tretlager.

### Steckachsen
Bei Rädern für den sportlichen Einsatz werden seit den 2010er Jahren vermehrt auch Achsaufnahmen mit Steckachsen verbaut. Bei Steckachssystemen wird die Nabe mit ihrem Bestandteil Achse nicht von unten, vorne oder hinten eingeschoben, sondern das Laufrad vorerst ohne Achse in die Montageposition und anschließend die separate Achse durch eine dafür vorgesehene Öffnung gesteckt, durch die Nabe geschoben und anschließend angezogen oder gekontert und geklemmt. Die übliche Bezeichnung der technischen Verbindungsstelle zwischen Laufrad und Rahmen lautet hier Achsaufnahme oder Steckachsaufnahme anstelle von Ausfallende.
Schnellspannachsen oder Schraubachsen haben in der Regel die höchste Auflage vertikal am Ausfallende (in Fahrtrichtung gesehen) und können Seitenkräfte nur schwer abfangen, da sie nur zur Klemmung der Auflageflächen der Nabe relevant sind. Steckachsen haben einen größeren Durchmesser als gängige Schnellspannachsen (in der Regel 12 oder 15 Millimeter) und werden mit dem Rahmen oder den Gabelschäften verschraubt, wobei die beiden Seiten der Aufnahme unterschiedliche Gestaltungen und Funktionen haben können (z. B. rechts Gewinde und links Bund für die Aufnahme des Gewindezuges). Aufgrund ihres Durchmessers erreicht man so eine erhöhte Stabilität und weniger Verwindung des Hinterbaus oder der Gabel. Wurden früher Steckachsen nur bei Downhill- oder Freeride-Mountainbikes verbaut, so haben heute ein Großteil der hochwertigen Mountainbikes Steckachsen, auch bei Gravelbikes und Rennrädern werden sie teilweise eingesetzt.

## Einbaubreite
Der Abstand zwischen den Ausfallenden wird als Einbaubreite bezeichnet. Die Breite der Hinterradnabe muss dabei passend zur Einbaubreite des Rahmens gewählt werden. Ein Zusammenstauchen oder Auseinanderbiegen des Hinterbaus, um eine nicht exakt passende Nabe einbauen zu können, ist abhängig vom Rahmenmaterial zwar möglich, aber nicht empfehlenswert, da dabei der Rahmen beschädigt werden kann und die Ausfallenden danach nicht mehr planparallel zueinander stehen. Dies kann zu Problemen bei der Einstellung der Schaltung führen. Mittels Spezialwerkzeuge, ist ein Richten der Ausfallenden und Schaltauge möglich.
| Art der Nabe                   | Breite in mm     |
| ------------------------------ | ---------------- |
| BMX                            | 110              |
| Rücktritt ohne Schaltung       | 109–110          |
| Bahnrad                        | 120 (selten 110) |
| 2-Gang-Naben                   | 112–114          |
| 3-Gang-Naben                   | 120 – 135        |
| 5-Gang-Naben                   | 122              |
| 5-Gang-Naben mit Trommelbremse | 126              |
| 7-Gang-Naben                   | 127 – 130        |
| 8-Gang Naben                   | 132 – 135        |
| 11-Gang Naben                  | 135              |
| 14-Gang-Rohloff                | 135              |
| 3–5-fache Kränze               | 124              |
| 6–7-fache Kränze Rennrad       | 126              |
| 6–7-fache Kränze               | 127              |
| 8–11-fache Kränze Rennrad      | 130              |
| 8–10-fache Kränze MTB          | 135              |
| Tandem                         | 135–160          |
| Fatbikes                       | 170              |